# Prueba del talón

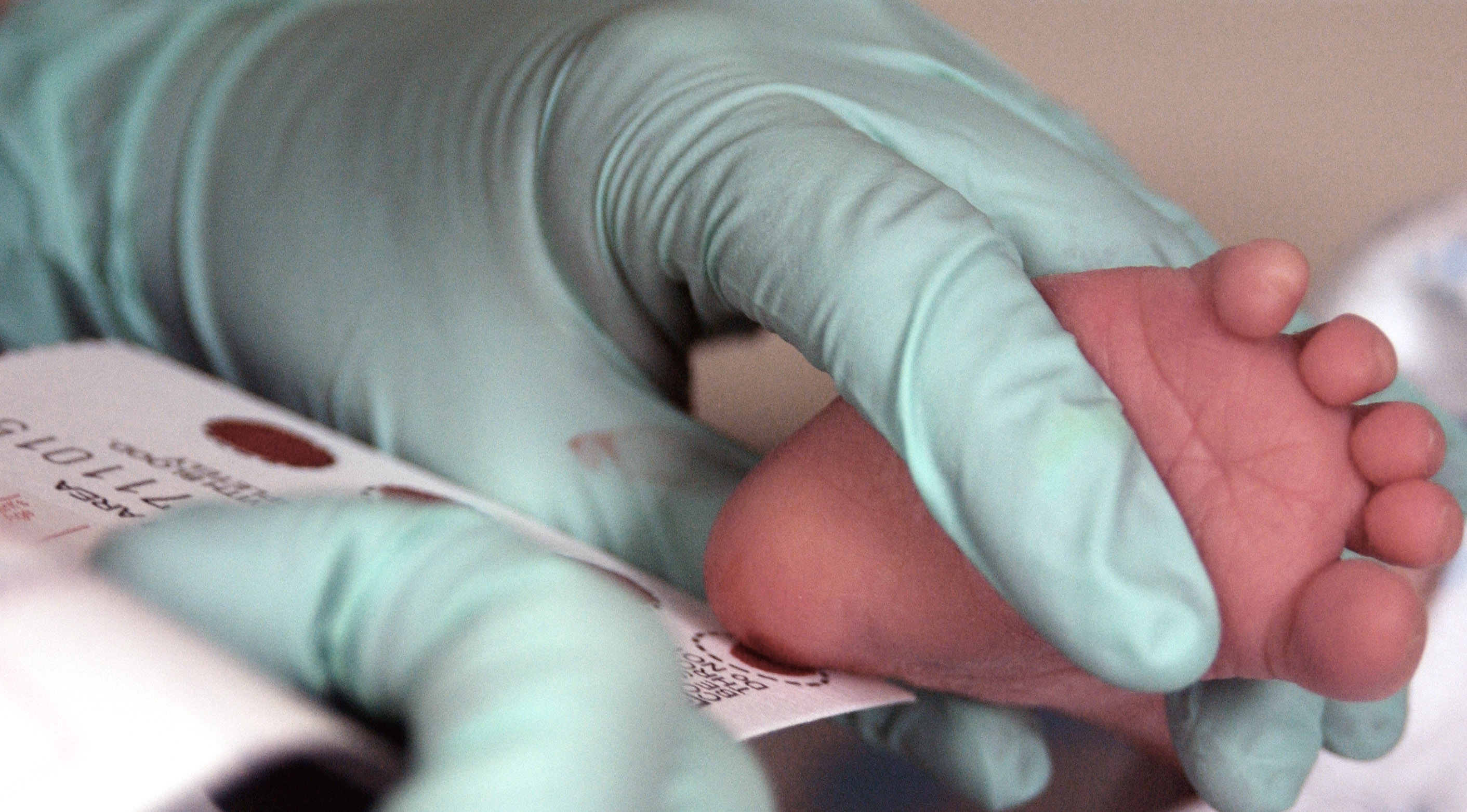
La sangre de un bebé de dos semanas es recogida para una prueba de detección de fenilcetonuria

La prueba del talón es un procedimiento de extracción de sangre que se realiza en recién nacidos. Consiste en realizar una punción en el talón del recién nacido para recoger su sangre. Esta técnica se utiliza con frecuencia como forma principal de recolectar sangre de recién nacidos a fin de realizar una prueba clínica de detección precoz de las enfermedades metabólicas congénitas. Otras técnicas incluyen pinchazos con agujas venosas o arteriales, muestreo de sangre del cordón umbilical o extracción por vía umbilical.
Por medio de esta prueba se pueden detectar graves alteraciones cerebrales y neurológicas, trastornos de crecimiento, problemas respiratorios y otras complicaciones graves para el desarrollo. Es importante su detección mediante análisis clínicos, pues los niños pueden no presentar signo aparente tras el nacimiento, pero su existencia provoca serios problemas de salud en los primeros meses de vida.
La prueba de Guthrie clásica lleva el nombre de Robert Guthrie, un bacteriólogo y médico estadounidense que la ideó en 1962. La prueba se ha utilizado ampliamente en América del Norte y Europa como una de las principales pruebas de detección precoz en recién nacidos desde finales de los años 1960.

## Enfermedades detectadas

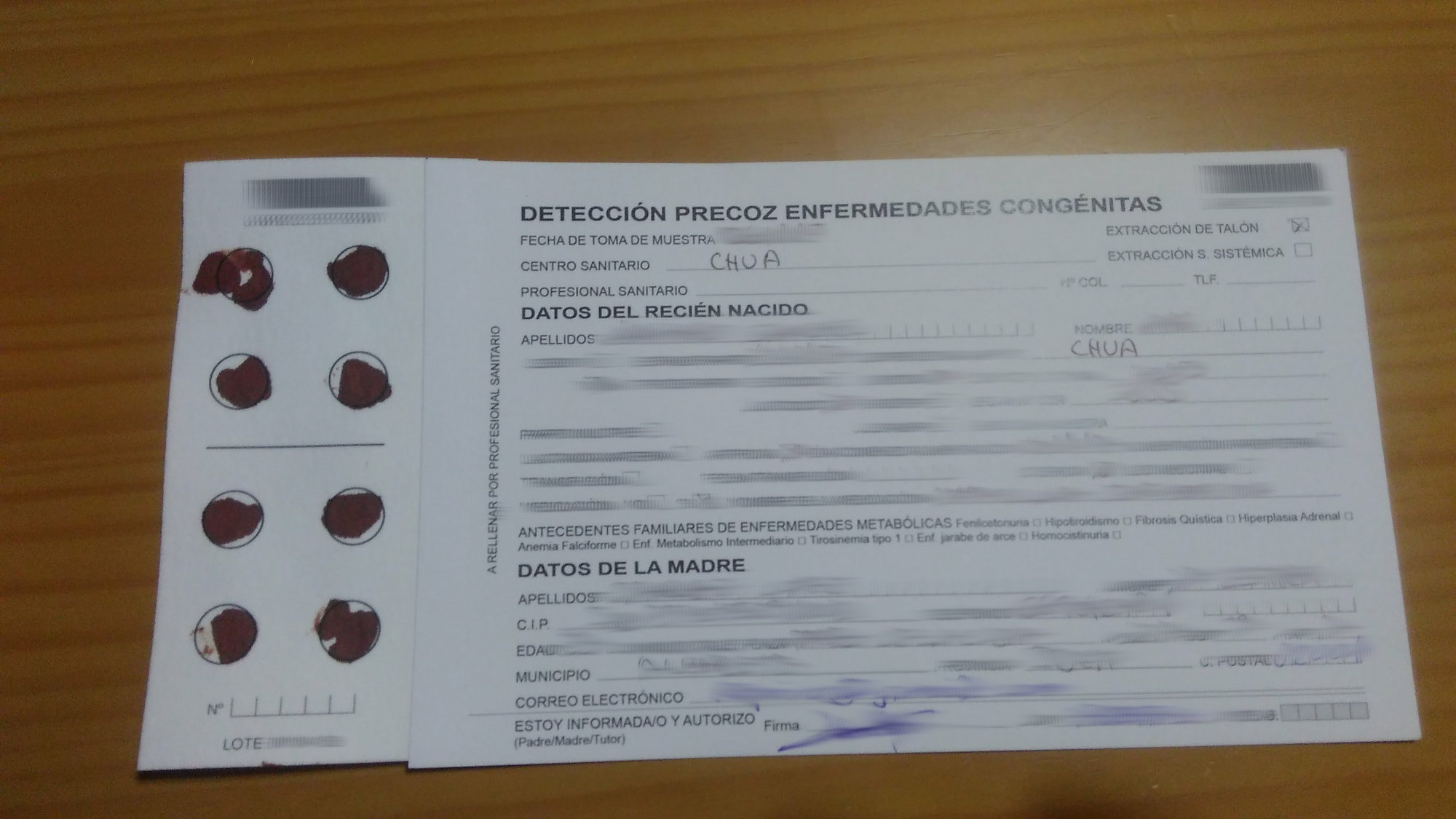
Prueba del talón

Las muestras de sangre se pueden utilizar para una variedad de pruebas metabólicas para detectar condiciones genéticas, que incluyen:
- Hemoglobinopatías congénitas.
- Hormona estimulante de la tiroides (TSH) o tiroxina (T4) para detectar el hipotiroidismo congénito y así prevenir el cretinismo.
- 17-hidroxiprogesterona (17-OHP) para detectar el síndrome adrenogenital, también conocido como hiperplasia suprarrenal congénita.
- Fenilcetonuria, un trastorno (Hiperfenilalaninemia) en el que un error en el metabolismo de los aminoácidos puede afectar el desarrollo del cerebro (PKU).[2]
- Tripsinógeno inmunorreactivo para detectar fibrosis quística.[3]
- Enfermedad del jarabe de arce (MSUD o cetonuria de cadena ramificada), un trastorno poco común en el que un error en el metabolismo inhibe la descomposición de los aminoácidos leucina, isoleucina y valina. Puede perjudicar el desarrollo del cerebro.
- Galactosemia.[4]
- Deficiencia de acilcoenzima A deshidrogenasa de cadena media (MCADD).
- Anemia de células falciformes.[5]
- Acidemia isovalérica (IVA).
- Homocistinuria (que no responde a la piridoxina) (HCU).
- Deficiencia de biotinidasa.

## Historia
El antecedente de la Prueba del Talón fue el diagnóstico precoz de la Fenilcetonuria, una metabolopatía congénita que provoca discapacidad si no se trata a tiempo. El tratamiento hasta hace poco consistía en eliminar de la dieta el aminoácido fenilalanina. El doctor Følling creó una prueba con la cual pudo detectar la acumulación del ácido fenilpirúvico en orina por el color verde que produce al contacto con el cloruro férrico. El diagnóstico sistemático se inició en España en el año 1968 por el grupo del profesor Mayor Zaragoza del Departamento de Bioquímica de la Facultad de Farmacia de la Universidad de Granada, desde donde se extendió al resto del país. Se utilizó la técnica de cromatografía en papel que Robert Guthrie desarrolló en 1957 para determinar ácido fenilpirúvico en orina de recién nacidos.
La Prueba del Talón para Hipotiroidismo congénito (HC) consiste en la determinación de TSH (la hormona hipofisaria estimulante del tiroides) en muestra de sangre obtenida en papel de filtro. Esta enfermedad, con una incidencia aproximada de uno por cada 2300 recién nacidos, se debe a alteraciones congénitas de la función tiroidea y es la primera causa de discapacidad mental prevenible. La primera publicación que hace referencia a estos estudios en España está firmada por Ruth Illig del Kinderspital de Zúrich y Concepción Rodríguez de Vera becaria del Departamento de Fisiología y Bioquímica de la Facultad de Medicina de Málaga y es de 1976. Describe una modificación de la técnica de radioinmunoanálisis de TSH en plasma y su aplicación a muestras de sangre recogidas en papel de filtro. Un trabajo publicado en Anales de Pediatría afirma que “en Málaga, el grupo del Dr. Peran desarrolló un radioinmunoanálisis (RIA) para medir la TSH en colaboración con el grupo de la Dra. Illig del Hospital Infantil de Zúrich en 1975” y aporta los datos de un paciente estudiado en 1977, lo que demuestra que en esa fecha la técnica ya era rutinaria en el Hospital Carlos Haya, de Málaga, que fue el primero que la protocolizó en España. Hay que recordar que se trata de un Programa de Salud que necesita ser implantado y no de un ensayo de laboratorio. Ambas citas son de revistas científicas con Consejo Editor y referees externos que avalan la fiabilidad de los datos. Otras publicaciones recogen información sobre el inicio de la Prueba del Talón para HC en España:
"A comienzos de los años setenta el laboratorio de hormonas con los doctores María José Garriga, Nieves Mazuecos, Fermín Gil Cepeda y Salvador Peran es pionero en España en el desarrollo del screening neonatal del hipotiroidismo congénito".
"Hoy día a todos los recién nacidos en España se les hace la “prueba del talón” con la que se diagnostican distintas alteraciones que pueden ser tratadas, entre ellas el HC, cuyo conocimiento pone en alerta al médico y facilita el tratamiento. Pues bien fue mérito de Salvador Peran iniciar este diagnóstico por primera vez en España, en tiempos en los que muy pocos países europeos disponían de la tecnología apropiada".
"Lo importante, sin embargo, es que se realizan los programas de detección precoz como afortunadamente ya ocurre en Málaga desde hace años gracias a los esfuerzos del Laboratorio de Hormonas de la Residencia Carlos Haya, y no cual es la fuente de su financiación".
"Desde marzo de 1980 a noviembre de 1981 han sido detectados en Málaga siete casos de hipotiroidismo congénito. Como la incidencia de esta enfermedad ha resultado ser de 1 por cada 2.659 recién nacidos y el número de nacimientos anuales de la provincia puede rondar los 20.000, es fácil deducir que cada año nacen en Málaga siete niños afectados de hipotiroidismo congénito. Hay que tener en cuenta que la única capital andaluza donde se realiza actualmente el estudio de manera sistemática es Málaga".

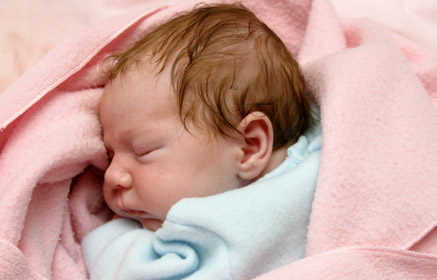
Bebé neonato.

## Recomendaciones preventivas
- Realizar las pruebas a los neonatos en la edad recomendada. La primera muestra se obtendrá en las 48 primeras horas de vida y la segunda entre el 4º y el 8º día de vida.
- Rellenar correctamente todos los datos de las tarjetas para facilitar la localización de la familia.

## Controversia
En Irlanda, surgió una controversia en 2012 por la cual varios hospitales retuvieron tarjetas de pruebas del talón y, por lo tanto, una base de datos de ADN con más de un millón de muestras desde 1984, sin consentimiento ni notificación a los padres. Esto dio lugar a la introducción de un ciclo de destrucción continuo de diez años. Existen prácticas similares en el Reino Unido, Nueva Zelanda y varios estados de los Estados Unidos.